# كوريان

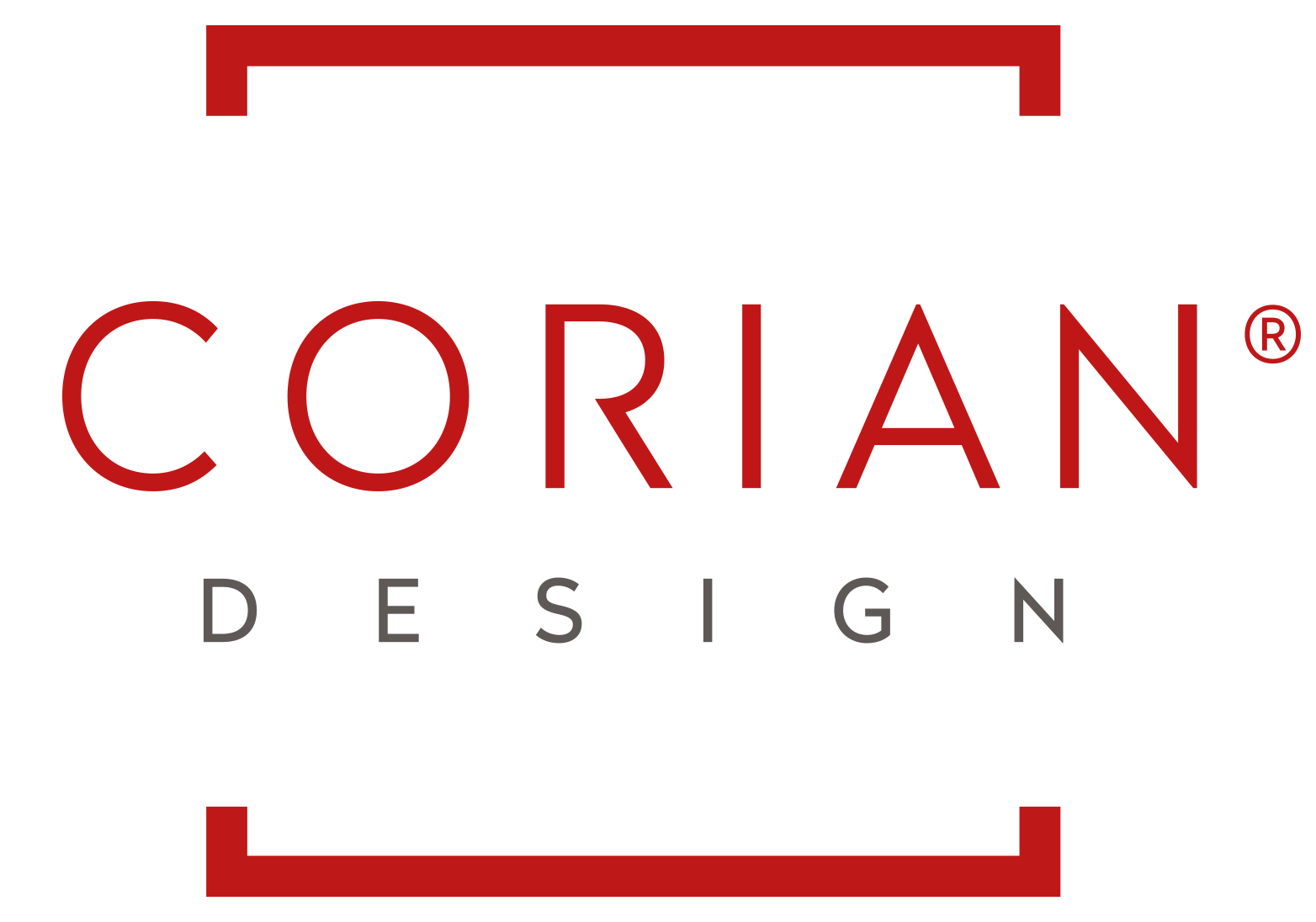

كوريان، (بالإنجليزية: Corian)‏، هو رخام صناعي، وهو عبارة عن مادة لها شكل الرخام الطبيعي، وتتميز باللمعان ونعومة السطح، وتتركب من خليط من المواد الطبيعية وهي الألومنيوم، ومسحوق الرخام، ومواد كيميائية مثل ميثيل ميثاكريلات.
فالمواد الطبيعية تعطيه صلابة ومقاومة الحجر الطبيعي، وأما المواد الكيميائية فتعطيه سهولة التشكيل وخفة الوزن، كما تملأ جميع الفراغات الداخلية في تركيبه الغير مسامى.
ينتج الكوريان على شكل ألواح مختلفة السمك (6مم,13مم,19مم)، بحيث تستعمل ألألواح ذات سمك 6مم للتجاليد الرأسية، أما ذات 13مم فهي تستخدم للأسطح الأفقية، أما ذات سمك 19مم للإستخدامات ذات المقاومة العالية للبرى والاحتكاك.

## الرخام الطبيعي
يعتبر الرخام من أهم العناصر الجمالية لما له من اضافات رائعة للوحدة التي يشغلها، ولكن له عدة عيوب :
فالرخام الطبيعي ثقيل الوزن، غير قلبل للتشكيل والأهم أنه مادة طبيعية نادرة ولذلك فهي غالية الثمن .. ولذلك اتجه العلماء والمختصين إلى إنتاج مادة صناعية بديلة، تحاكي الرخام الطبيعي في الشكل مع تفادي عيوبه.

## خواص الكوريان
- قابل للتشكيل
- قابل للتطعيم بالألوان
- سهل التشكيل بالحرارة
- سهل الترميم والتصليح
- خفة الوزن
- الصلابة
- غير مسامى
- سهل التنظيف
- عدم ظهور لحامات

## إستخداماته
- يستخدم في ارضيات المصاعد لخفة وزنه
- قواطيع الحمامات وتجليد الحوائط
- يستخدم قرصة المطبخ
- تجليد الحوائط ذات السطح المنحني
- في مكاتب الأستقبال
- وفي جميع الأماكن ذات الأستعمال المستمر

## ألوانه
تتنوع الألوان في الكوريان (الرخام الصناعى) حيث يمكن المزج بين العديد من الألوان في محاولة لتلبية كافة متطلبات العملاء 
لمشاهدة بعض الألوان هنا

## وصلات خارجية
- الكوريان
- شركة الجبالى للمشروعات الصناعية
- Engineered Stone Countertops Video
- Pros, Cons, and Cost of Engineered Stone
- Cambria - Natural Quartz Countertops